# Sérgio (prefeito pretoriano)
Sérgio (em latim: Sergius) foi um suposto oficial do século VII, ativo sob o imperador Heráclio (r. 610–641). É citado nas versões etíope e árabe do Ensinamento de Jacó como prefeito pretoriano da África em ca. 640; a versão siríaca cita certo Jorge. A versão etíope estiliza-o como Sérgio de Aberga e menciona que serviu no exército real antes de ser nomeado governador das províncias de África (Afrágia) e Cartago (Tartágia). A versão árabe menciona-o como Sérgio Alabrá e estiliza-o como governador da cidade de Ifríquia e Cartago. Os autores da PIRT sugerem que é possível que ele não seja uma personagem histórica, e sim uma manipulação do nome original (Jorge). Talvez seja uma alusão à personagem homônima ativa em meados do século anterior.